# Maloje Otwaschnoje
Maloje Otwaschnoje (russisch Малое Отважное, deutsch Klein Wickbold, litauisch Mažasis Vikboldas) ist ein Ort in der russischen Oblast Kaliningrad (Gebiet Königsberg (Preußen)) und gehört zur Niwenskoje selskoje posselenije (Landgemeinde Niwenskoje (Wittenberg)) im Rajon Bagrationowsk (Kreis Preußisch Eylau).

## Geographische Lage
Maloje Otwaschnoje liegt zehn Kilometer südlich von Kaliningrad (Königsberg) unweit von Otwaschnoje (Wickbold) nahe der russischen Fernstraße A 195 (frühere deutsche Reichsstraße 128). Otwaschnoje ist auch die nächste Bahnstation an der Strecke von Kaliningrad nach Bagrationowsk (Preußisch Eylau), der früheren Ostpreußischen Südbahn.

## Geschichte
Das einst Klein Wickbold genannte Dorf mit nur ein paar Gehöften war bis 1945 in die Gemeinde Wickbold (heute russisch: Otwaschnoje) eingemeindet und mit der Geschichte der Muttergemeinde aufs Engste verbunden. So war der Ort von 1874 bis 1895 in den Amtsbezirk Dalheim (heute russisch: Roschtschino) eingegliedert, der zum Landkreis Königsberg (Preußen) (ab 1939 Landkreis Samland) im Regierungsbezirk Königsberg der preußischen Provinz Ostpreußen gehörte. Danach wurde Wickbold in den Amtsbezirk Ludwigswalde (russisch: Lesnoje) im gleichen Landkreis umgegliedert und blieb dort bis 1945.
Infolge des Zweiten Weltkrieges kam Klein Wickbold 1945 mit dem nördlichen Ostpreußen zur Sowjetunion und erhielt 1946 die russische Bezeichnung „Maloje Otwaschnoje“. Bis zum Jahr 2009 war es in den Niwenski selski sowjet (Dorfsowjet Niwenskoje (Wittenberg)) eingegliedert, kam dann aufgrund einer umfassenden Struktur- und Verwaltungsreform zunächst als „Siedlung“ (russisch: possjolok) eingestufte Ortschaft in die Nowomoskowskoje selskoje posselenije (Landgemeinde Nowomoskowskoje, im Rajon Gurjewsk), im Jahr 2010 aber in die Niwenskoje selskoje posselenije (Landgemeinde Niwenskoje, im Rajon Bagrationowsk).

## Kirche
Die vor 1945 meist evangelische Einwohnerschaft Klein Wickbolds war in das Kirchspiel Ludwigswalde (heute russisch: Lesnoje) eingepfarrt, das zum Kirchenkreis Königsberg-Land I innerhalb der Kirchenprovinz Ostpreußen der Kirche der Altpreußischen Union gehörte.
Heute liegt Maloje Otwaschnoje im Einzugsbereich der evangelisch-lutherischen Auferstehungskirchengemeinde in Kaliningrad (Königsberg), die der Propstei Kaliningrad der Evangelisch-lutherischen Kirche Europäisches Russland (ELKER) zugehört.